# Endasys concavus
Endasys concavus là một loài tò vò trong họ Ichneumonidae.